# Nghêu Bến Tre
Nghêu Bến Tre (danh pháp hai phần: Meretrix lyrata), tên thương mại White Hard Clam, là loài nghêu phân bố ở vùng duyên hải Việt Nam, Đài Loan, Philippines và Hoa Nam.

## Môi trường sống
Nghêu con có thể tồn tại trong môi trường có nhiệt độ từ 12,2 đến 35,6 độ C, nhiệt độ thích hợp cho chúng sống là 24-30 độ C, và nhiệt độ tăng trưởng tối ưu là 27-30 độ C. Về độ mặn, chúng có thể tồn tại với độ mặn 11-33 phần ngàn, độ mặn tăng trưởng tối ưu là 19-23 phần ngàn.

## Phản ứng hóa sinh
Một nghiên cứu năm 2007 chỉ ra rằng, khi loài Meretrix lyrata tiếp xúc với các chất độc là kim loại nặng như As, Cd và Pb, thì các chất này sẽ tích lũy trong nghêu, nhưng sau khi cắt nguồn chất ô nhiễm thì As bị đào thải ra khỏi cơ thể nghêu 100%, trong khi chì và cadmi chỉ từ 50-70%. As bị đào thải hoàn toàn là do cơ thể nghêu tạo ra các chất hợp chất với As ít độc hơn hoặc không độc để thải ra ngoài. Mặc dù Cd trong môi trường ở dạng vết nhưng chúng có khả năng tích tụ và lưu giữ cao trong cơ thể nghêu.
Nghêu rất nhạy cảm với thuốc trừ ốc bươu vàng CLODAN Super 700WP.

## Bệnh
Loài nghêu này có khả năng bị nhiễm bệnh do các loài ký sinh trùng trong chi Perkinsus

## Sử dụng
Tại Việt Nam, nghêu Bến Tre có thể được ăn tươi hay luộc, hấp, nướng. Đây là nguồn thủy sản xuất khẩu quan trọng của Việt Nam.

## Hình ảnh

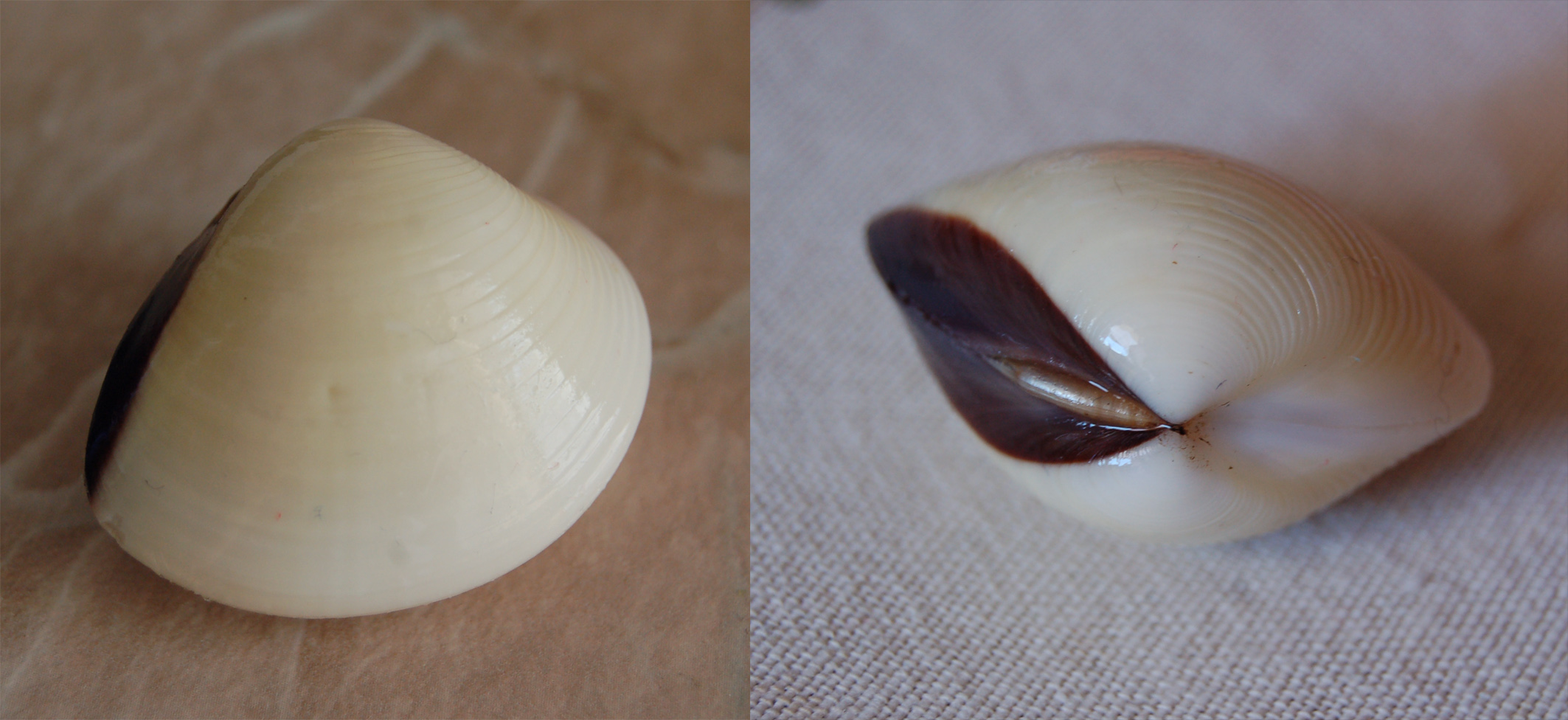
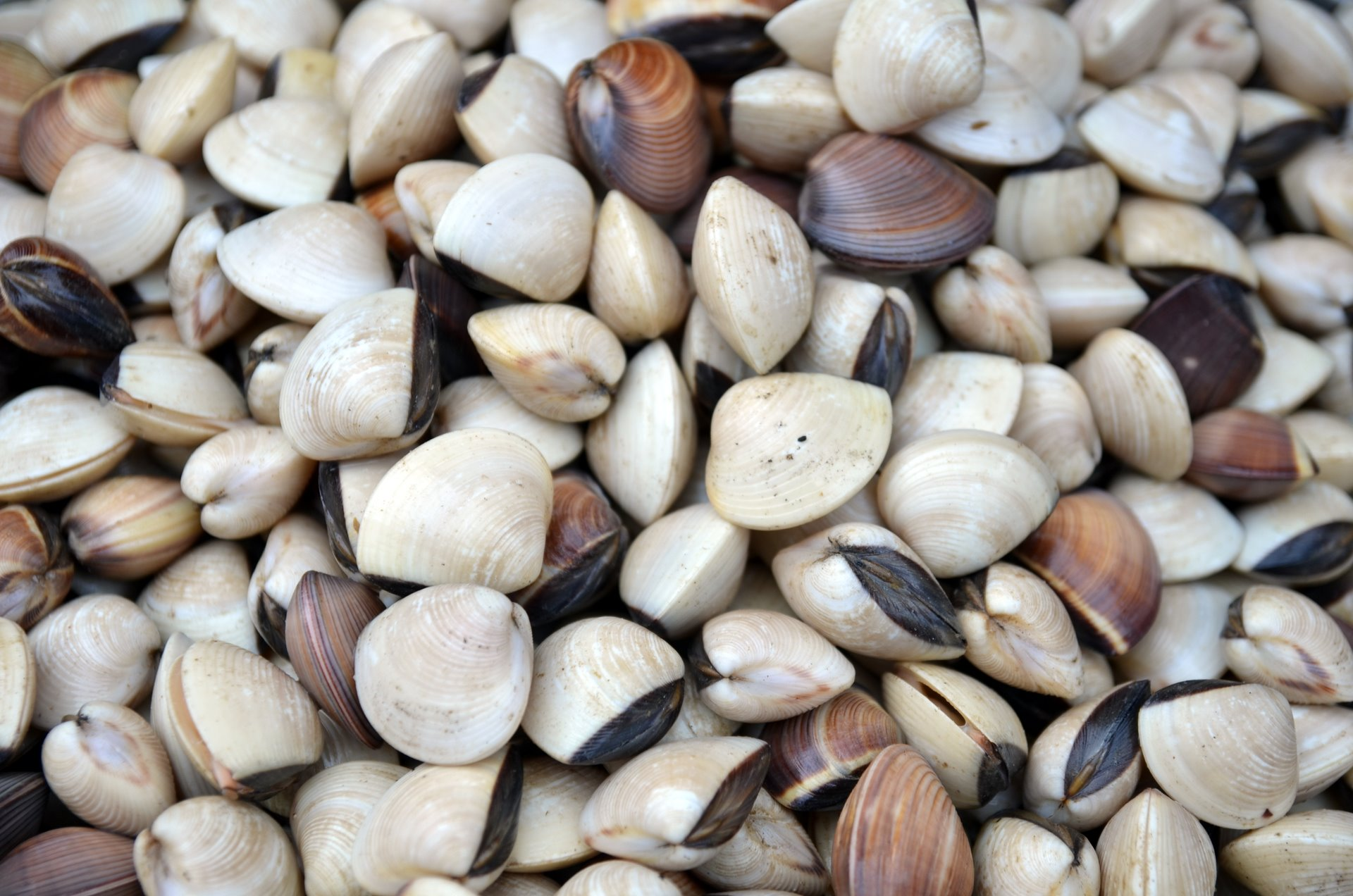